# Turpial de Scott
El turpial de Scott (Icterus parisorum) és un ocell de la família dels ictèrids (Icteridae).

## Hàbitat i distribució
Habita el bos sec, matollar àrid, deserts amb matolls de iuca i boscos de xiprers de les terres baixes del sud dels Estats Units i el nord de Mèxic, des del sud de Califòrnia, sud de Nevada, sud de Utah, oest de Colorado, sud-oest de Wyoming, nord-oest i centre de Nou Mèxic i oest de Texas, cap al sud, fins Baixa Califòrnia, sud-est de Sonora, Durango, sud-est de Coahuila, Michoacán i nord-oest d'Oaxaca.